# Muranyirád
Muranyirád (korábban Brezovecz, horvátul: Brezovec), falu  Horvátországban, Muraköz megyében. Közigazgatásilag Muraszentmárton községhez tartozik.

## Fekvése
Csáktornyától 20 km-re északnyugatra, községközpontjától Muraszentmártontól 1 km-re délnyugtra a Mura jobb partján fekszik.

## Története
A települést 1478-ban "Brezowecz"  alakban említik először. A csáktornyai uradalomhoz tartozott. Az uradalommal együtt 1456-ig a Cillei család birtoka volt. Ezután a Cilleiek többi birtokával együtt Vitovec János horvát bán szerezte meg,  de örökösei elveszítették. Hunyadi Mátyás Ernuszt János budai nagykereskedőnek és bankárnak adományozta, aki megkapta a horvát báni címet is. 1540-ben a csáktornyai Ernusztok kihalása után az uradalom rövid ideig a Keglevich családé, majd 1546-ban I. Ferdinánd király adományából a Zrínyieké lett. 
Miután Zrínyi Pétert 1671-ben felségárulás vádjával halálra ítélték és kivégezték minden birtokát elkobozták, így a birtok a kincstáré lett.  1715-ben III. Károly a Muraközzel együtt gróf Csikulin Jánosnak adta zálogba, de a király 1719-ben szolgálatai jutalmául elajándékozta Althan Mihály János cseh nemesnek. 1791-ben gróf Festetics György vásárolta meg és ezután 132 évig a tolnai Festeticsek birtoka volt.
Vályi András szerint " BREZOVETZ. Elegyes falu Szala Vármegyében, földes Ura Gróf Álthán Uraság, fekszik Szent Mártonynak szomszédságában, mellynek filiája, a’ Belatintzi Uradalomban. Határja kövér, réttyei jók, legelője elég, fája is hasonlóképen, eladásra alkalmatos módgya, első Osztálybéli."
1910-ben 165, többségben horvát lakosa volt, jelentős magyar kisebbséggel. 1920-ig Zala vármegye Csáktornyai járásához tartozott.

## Lakossága
1900-ban 141 lakosából 136 horvát, és 5 magyar nemzetiségű volt. 1910-ben 165, zömében horvát és magyar lakosa volt. 1991-ben 203 lakosából 195 volt a horvát nemzetiségű. 2001-ben 211 lakosa volt.

## Külső hivatkozások
- Muraszentmárton honlapja
- Muraszentmárton község honlapja (horvát nyelven)